# 케플러-90i
케플러 90-i는 슈퍼 지구급의 질량을 가진 행성이다. 주계열성인 분광형 G0V인 케플러 90을 돌고 있으며, 케플러 우주망원경의 딥러닝 기술을 이용하여 발견하였다. 이는 딥러닝을 사용해 천체를 발견한 최초의 사례다. 이 행성은 2500광년 떨어진 곳에 위치해 있다. 트랜싯 방법(공전하는 천체가 중심을 돌 때 중심 천체가 어두워지는 현상)을 이용하여 존재를 밝혀내었다.

## 질량, 온도, 반경
질량은 지구의 2.5배, 반지름은 지구의 1.32배, 온도는 약 436도다. 따라서 질량과 반지름은 지구와 비슷하니 슈퍼지구라고 할 수 있으나, 온도는 세상 물건 다 태워죽일 기세이니 생명체가 살기 좋은 천체는 아니다.

## 모항성
모항성은 케플러-90로, 태양보다 약간 뜨거운 GV0의 분광형을 가지고 있으며, 2 태양질량의 1.2 태양반경이다. 표면온도는 6080켈빈이고, 나이는 약 20억 년이다(태양은 46억 년).